# Poaspis intermedia
Poaspis intermedia är en insektsart som först beskrevs av Goux 1939.  Poaspis intermedia ingår i släktet Poaspis och familjen skålsköldlöss. Inga underarter finns listade i Catalogue of Life.